# Identyfikacja swój-obcy
Identyfikacja swój-obcy (po ang. identification friend or foe, IFF) – system rozpoznawania stosowany przede wszystkim w lotnictwie wojskowym, jak i cywilnym, do określania rodzaju i przynależności państwowej statku powietrznego lub innej jednostki. Do poprawnego działania systemu wymagany jest interrogator oraz transponder. Interrogator wysyła zapytanie do transpondera, po czym transponder odpowiada na zapytanie w określony sposób. Wywodzi się z czasów II wojny światowej, podczas której stosowany był przez lotnictwo Stanów Zjednoczonych do odróżniania samolotów amerykańskich od maszyn wrogich, dzięki zastosowaniu unikalnego kodu identyfikującego amerykańskie transpondery lotnicze. System spełniał rolę drugoplanowego układu radarowego, pracując całkowicie odrębnie i niezależnie od podstawowego radaru, który śledzi jedynie odbicie wiązki elektromagnetycznej od powierzchni innego statku powietrznego, przy czym często obydwa systemy używały do wizualizacji kineskopu. System, który początkowo używany był wyłącznie do rozróżnienia między maszynami własnymi oraz wrogimi, ewoluował z czasem przybierając ostatecznie postać IFF, używanego w różnych trybach, w tym także do odróżniania cywilnych i zagranicznych statków powietrznych.
Istnieją dwa główne tryby pracy systemu:
1. SIF (z ang. selective identification facility) - tryb jawny
2. SM  (z ang. secure mode) - tryb tajny, uruchamiany w przypadku wojny lub w celu sprawdzenia jego działania

System SIF może być używany w różnych trybach:
1. MOD 1 (M1) - wykorzystywany w operacjach taktycznych
2. MOD 2 (M2) - wykorzystywany do identyfikacji indywidualnej (stały kod transpondera)
3. MOD 3/A (M3/A) - wykorzystywany do identyfikacji ruchu lotniczego
4. MOD C (MC) - wykorzystywany do określania wysokości lotu samolotu

Odpowiedni rodzaj pracy systemu włącza operator naciskając odpowiedni klawisz wyboru modu na płycie czołowej interrogatora lub pulpitu sterującego.
Mody cyfrowe przyjmuje się jako wojskowe, a literowe jako cywilne.
Odpowiedź obiektu:
1. Symbol identyfikacji
2. Kod transpondera